# Intel Galileo

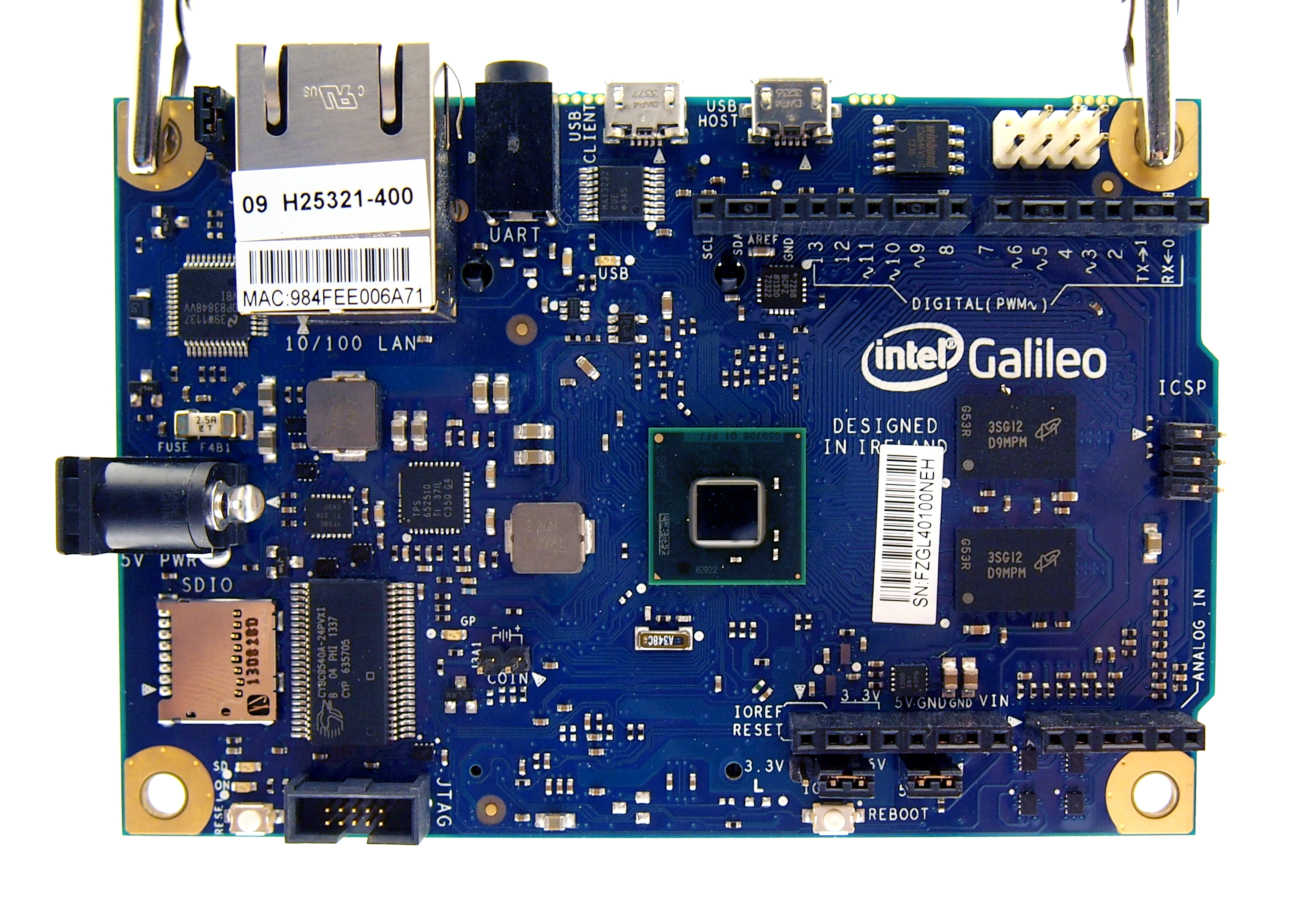
Intel Galileo

Intel Galileo ist eine Arduino-zertifizierte Physical-Computing-Plattform des amerikanischen Halbleiterherstellers Intel, die am 17. Oktober 2013 veröffentlicht wurde. Die Intel-Galileo-Plattform ist über die IDE der Arduino-Plattform programmierbar. Am 16. Juni 2017 gab Intel die Einstellung von Produktion und Vertrieb der Galileo-Plattform zum 16. Dezember 2017 bekannt.

## Technische Details
| Prozessor         | Intel Quark SoC X1000 (32-bit)                                |
| Betriebsspannung  | Kann per IOREF-Jumper auf 3,3 V oder 5 V eingestellt werden.  |
| Flash-Speicher    | 8 MByte                                                       |
| EEPROM            | 11 KiB                                                        |
| SRAM              | 512 KiB DDR3                                                  |
| Digitale I/O Pins | 14                                                            |
| … mit PWM         | 6                                                             |
| Analoge Eingänge  | 6                                                             |
| Interfaces        | USB Host, USB Client, SPI, ICSP, microSD, Ethernet, PCIe Mini |
| Maße              | 106,7 mm × 71,1 mm                                            |

Belege

## Vergleich zur Arduino-Plattform
Intel Galileo hat im Gegensatz zu den originalen Arduinoboards einen eigenen Mikroprozessor der Pentium-Reihe, der schneller sein soll als die von den meisten Arduinoboards genutzten Mikrocontroller aus der Reihe Atmel AVR. Auch wenn der Intel Galileo größer ist als beispielsweise der Arduino Mega (das größte der Arduino-Boards), sind die GPIO-Pins so gelegt worden, dass sogenannte Arduino-Shields mit dem Intel Galileo benutzt werden können. Diese Shields sind Erweiterungsplatinen für die Arduino-Plattform, welche die Funktionen der Arduinoboards erweitern. Außerdem wird der Intel Galileo mit einem Linux-Betriebssystem ausgeliefert.

## Ähnliche Geräte
- Arduino
- Banana Pi
- BeagleBoard
- Cubieboard
- Ethernut
- PandaBoard
- Raspberry Pi
- Tinkerforge